# Kiyohime
 (avril 2012).
Si vous disposez d'ouvrages ou d'articles de référence ou si vous connaissez des sites web de qualité traitant du thème abordé ici, merci de compléter l'article en donnant les références utiles à sa vérifiabilité et en les liant à la section « Notes et références ».

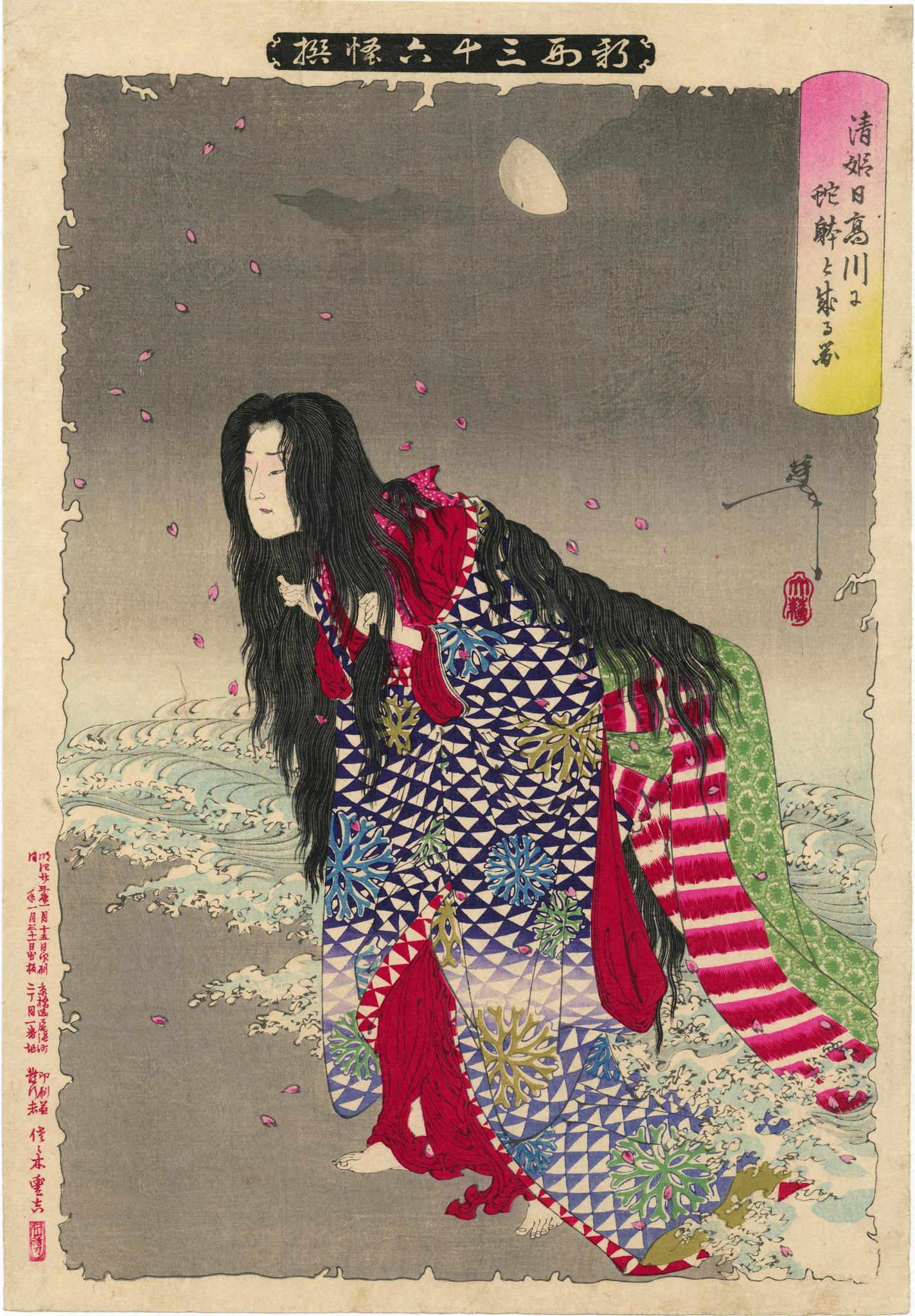
kiyohime par tsukioka yoshitoshi.

Selon le folklore japonais, Kiyohime (清姫) (ou Kiyo) était la fille (ou la veuve) d'un chef de village ou d'un seigneur nommé Shōji, sur le bord du fleuve Hidaka.

## L'histoire
Un prêtre itinérant appelé Anchin tombe amoureux de la belle Kiyohime. Cette passion ne durant pas, il décide de poursuivre son chemin. Devant ce changement de comportement Kiyohime conçoit amertume et rage envers Anchin, se lance à sa poursuite et finit par le rattraper au bord du fleuve Hidaka. Anchin requiert alors l'assistance du passeur en lui demandant de ne pas laisser Kiyohime emprunter son embarcation. Lorsqu'elle constate qu'Anchin lui échappe, Kiyohime tente de traverser la rivière à la nage. Sa colère est si intense que, pendant la traversée, elle se transforme en un énorme serpent. Lorsque Anchin voit cela, il se réfugie au Dōjōji, cherchant secours auprès des prêtres présents qui tentent de le dissimuler sous la cloche du temple. Toutefois, le serpent Kiyohime le sent et s'enroule autour de la cloche. Avec sa queue, il en frappe plusieurs fois les flancs, puis crache du feu, faisant fondre la cloche et tuant Anchin.

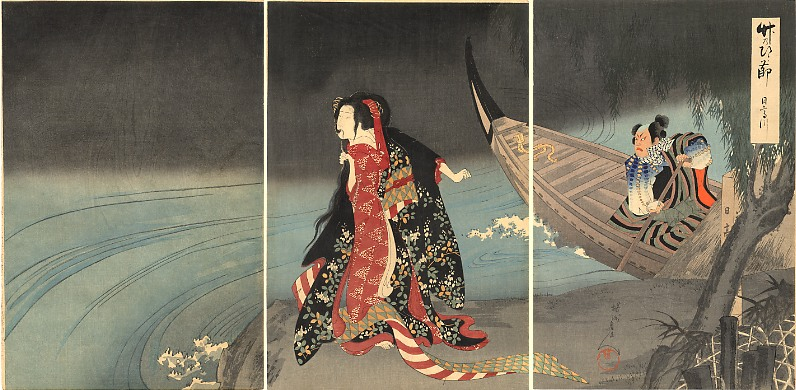
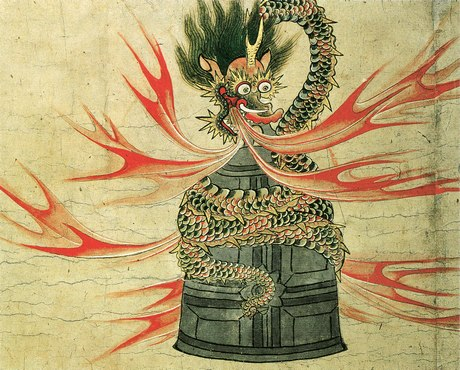